# 克林顿城堡
克林顿堡，或克林顿要塞（英語：Castle Clinton、Fort Clinton、Castle Garden），是一座位于美国纽约曼哈顿岛南端的巴特里公园的圆形砂岩要塞。其最为人所知的历史是该城堡曾是美国的第一座移民站（早于埃利斯島设立），在1855到1890年间有八百万人通过这一移民站到达美国。在其使用期间曾被用作啤酒园、展覽館、劇場和水族館，现在是一座美国国家保护区。

## 历史

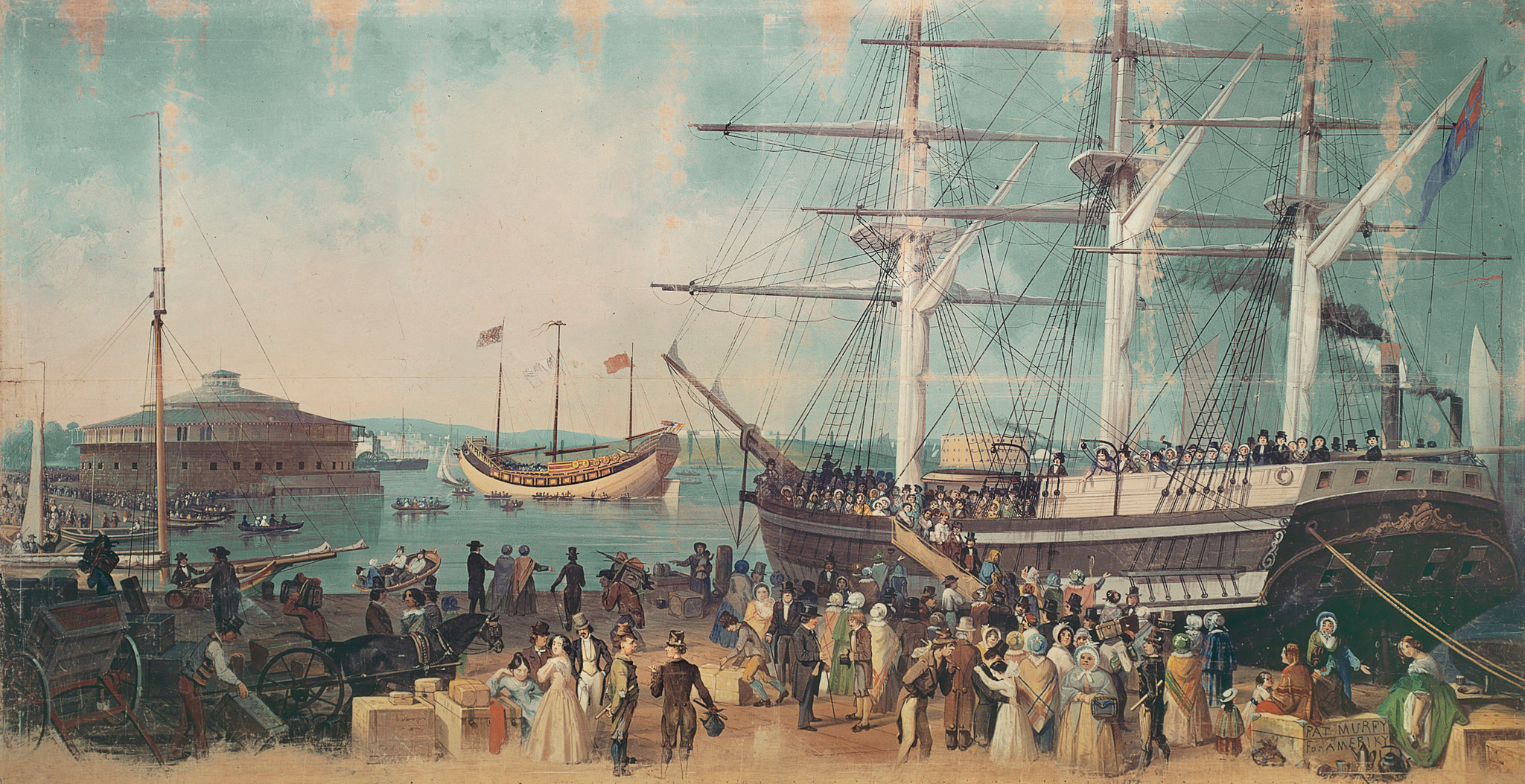
1848年画作《纽约湾和纽约港》

克林顿堡位于1626年建造的阿姆斯特丹堡以西约两个街区，当时纽约市还使用荷兰名称新阿姆斯特丹。克林顿堡始建于1808年，三年后的1811年完工。该城堡当时称为西炮台（West Battery，有时也叫Southwest Battery，即西南炮台），由建筑师小约翰·麦库姆和乔纳森·威廉姆斯设计。该城堡最初建在一座离岸人工岛上。
西炮台是作为总督岛上三层的威廉姆斯堡，即东炮台的补充而兴建的。这个要塞是为了在1812年战争中保卫纽约市，但并未真正遭遇战争。炮台公园之后陆续通过堆填扩大面积，最终将克林顿堡与曼哈顿主岛连接在一起。
1966年10月15日，美国国家公园管理局将克林顿堡列入國家史蹟名錄。